# Patricia Rahemipour

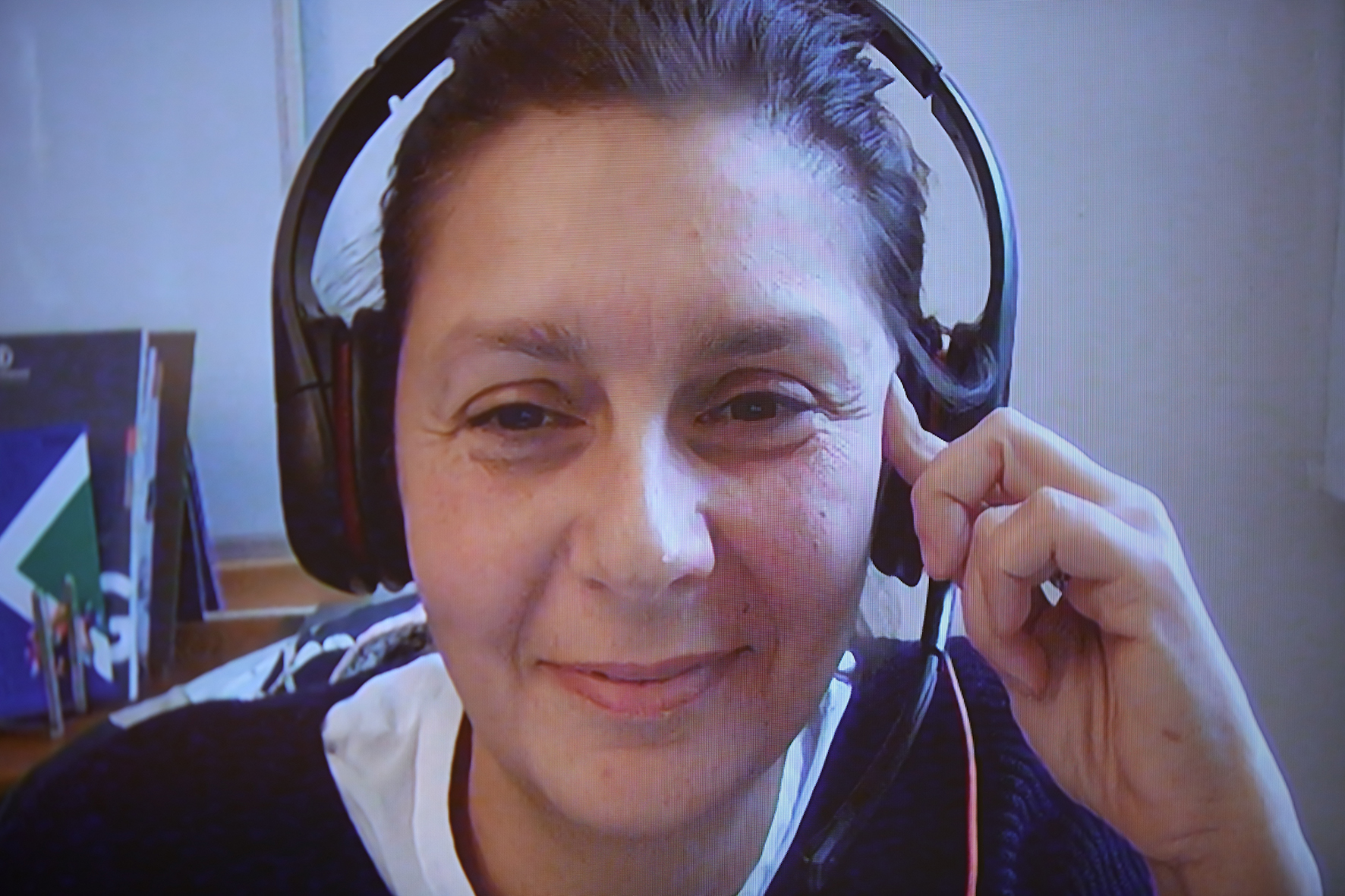
Live-Übertragung von Patricia Rahemipour während der Onlinekonferenz Zugang gestalten! im Oktober 2020 aus der Geschäftsstelle von Wikimedia Deutschland

Patricia Rahemipour (* 1972 in Miltenberg) ist eine deutsche Museologin und arbeitet seit 2019 als Direktorin des Instituts für Museumsforschung der Staatlichen Museen zu Berlin–Preußischer Kulturbesitz.

## Leben
Patricia Rahemipour studierte Vor- und Frühgeschichte, Theaterwissenschaften und Philosophie an der Freien Universität Berlin, wo sie 2009 mit der Arbeit Archäologie im Scheinwerferlicht. Die Darstellung der Prähistorie im Film zwischen 1895 und 1930 promoviert wurde.
2019 wurde sie Direktorin des Instituts für Museumsforschung der Staatlichen Museen zu Berlin. Dort bearbeitet sie Forschungsthemen zu den Gebieten Historische Museologie, Rezeptionsforschung/Publikumsforschung, Wissenskommunikation/Medienforschung und Museumsmanagement.
Neben der Leitung des Instituts für Museumsforschung lehrt Rahemipour als Honorarprofessorin für Kultur- und Wissenskommunikation am Institut für Publizistik und Kommunikationswissenschaft der Freien Universität Berlin. 

## Mitgliedschaften und Gremientätigkeiten
- 2015: Gründung des Forschungsverbundes aus sammlungsbasierten Institutionen in Berlin „KOSMOS Berlin: Objekte Akteure Netzwerke“
- Seit 2016: Vorstandsmitglied im Landesverband der Museen zu Berlin e. V.
- Seit 2016: Vorstandsmitglied im Verein der naturforschenden Museen zu Berlin
- Seit 2017: Mitglied des Beirats des Humboldt Kulturforums Goldkronach
- Anfang 2017: Mitglied der Sachverständigengruppe zur Evaluierung des Deutschen Museums im Auftrag des Senats der Leibniz-Gemeinschaft
- Seit 2020: Mitglied im Stiftungsrat der Stiftung Deutsches Technikmuseum Berlin
- Seit 2021: Mitglied im Beirat des Museumsverbandes Schleswig-Holstein und Hamburg e.V.
- Seit 2022: Mitglied des Präsidiums des Instituts für Auslandsbeziehungen (ifa), Stuttgart
- Seit 2022: Mitglied des fachlichen Beirats der Studiengänge Museologie/Museumskunde (B.A.) und Museumsmanagement und -kommunikation (M.A.) der Hochschule für Technik und Wirtschaft Berlin
- Seit 2023: Mitglied im Beirat der DASA, Dortmund

## Publikationen
- Archäologie im Scheinwerferlicht. Die Visualisierung der Prähistorie im Film 1895–1930. Dissertation FU Berlin 2009 (Digitalisat).
- mit Kathrin Grotz: Chili und Schokolade. Ein botanisches Kochbuch mit Illustrationen von Elvia Esparza. Berlin 2017, ISBN 978-3-946292-16-6.
- mit Kathrin Grotz: Schule des Sehens. Über den Typus des Modellmuseums und Konjunkturen von Modellen. In: Nachdenken über Modelle. Konferenzband zur gleichnamigen Tagung des Germanischen Nationalmuseums in Nürnberg 2016.
- mit Kathrin Grotz: Wie Wissen wächst. Alexander von Humboldt und die Wissensproduktion. In: MuseumsJournal 2019, Nr. 4, S. 50–51.
- mit K. Grotz: Wie Wissen wächst. Alexander von Humboldt, ein Album amicorum und die Pflanzen. In: Blankenstein, D., Savoy, B., Gross, R. & Scriba, A. (Hrsg.): Wilhelm und Alexander von Humboldt. Katalog zur gleichnamigen Ausstellung im Deutschen Historischen Museum. Theiss, Darmstadt 2019, S. ?-?.:
- mit Kathrin Grotz: Museumsstatistik im Quadrat 2018. Sonderheft 6 der Materialien aus dem Institut für Museumsforschung – Berlin, Staatliche Museen zu Berlin (Berlin 2020).

Herausgeberschaften:
- mit Barbara Helwing (Hrsg.): Tehran 50. Ein halbes Jahrhundert deutsche Archäologie in Iran. Ausstellungskatalog der gleichnamigen Ausstellung (Berlin 2012)
- mit Svend Hansen, Raphael Gross (Hrsg.): Im Licht der Menora - Ausstellungskatalog zur gleichnamigen Ausstellung im Jüdischen Museum Frankfurt (Frankfurt / New York 2014).
- mit Christiane Quaisser, Peter Giere, Eva Häffner, Daniela Schwarz, Manja Voss (Hrsg.): Green museum - how to practice what we preach? In: 2016 SPNHC conference : 31st annual meeting of the Society for the Preservation no natural history collections (Berlin 2016)
- mit Kathrin Grotz, Helga Ochoterena (Hrsg.): Chili und Schokolade: Der Geschmack Mexikos. Ausstellungskatalog für die Tasche (Berlin 2017)
- mit Kerstin Hofmann, Ulf Ickerodt, Matthias Maluck (Hrsg.): Kulturerbe = Kulturpflicht? 3. Sonderheft der Archäologischen Nachrichten aus Schleswig-Holstein. Theoretische Reflexionen zum Umgang mit archäologischen Orten (Schleswig 2018)
- (Hrsg.): Der Sammler Georg August Zenker. Eine wissenschaftshistorische und künstlerische Auseinandersetzung mit der Kolonialgeschichte des Sammelns. (=KOSMOS Berlin. Objekte Akteure Netzwerke, Band 1) (Berlin 2019)

Viele Publikationen sind online verfügbar.